# Fabian Błaszkiewicz
Fabian Błaszkiewicz (pseudonim artystyczny: DJ Fabbs) (ur. 12 lutego 1973) – polski nauczyciel chrześcijański, były duchowny katolicki (jezuita), rekolekcjonista, pisarz, profesjonalny mówca motywacyjny, ekspert w dziedzinie rozwoju osobistego i osiągania sukcesu, bloger, były duszpasterz biznesu, artystów i młodzieży. Współzałożyciel zespołu muzycznego Korzeń z kraju Melchizedeka. Wieloletni moderator MAGIS w Nowym Sączu.

## Życiorys
Swoje powołanie do kapłaństwa odkrył poprzez praktykowanie duchowości ignacjańskiej, wstąpił wówczas do nowicjatu Towarzystwa Jezusowego Prowincji Polski Południowej w Starej Wsi. Śluby zakonne złożył 26 sierpnia 1995, a święcenia kapłańskie przyjął 29 czerwca 2004.
Był duszpasterzem biznesmenów, artystów i hip-hopowców. W latach 2006–2011 związany był z nowosądeckim ogniskiem wspólnoty młodzieżowej MAGIS, od 2011 był moderatorem ogniska bytomskiego.
Występował jako mówca motywacyjny, mówiąc o rozwoju osobistym i osiąganiu sukcesu z punktu widzenia chrześcijaństwa, przy czym sukces ten utożsamiał ze świętością. W audiobooku Jestem legendą powołuje się m.in. na przykład biblijnego Józefa, który ma być przykładem zarządzania zgodnie z wolą Boga.
Jego konferencje cieszyły się uznaniem wśród młodych ludzi, m.in. z powodu osobliwego sposobu mówienia. Często używał on w kazaniach słów slangowych, a także wulgaryzmów w celu nadania wypowiedziom kolorytu i podkreślenia ich wartości, a także poprawy zrozumienia. Znany był on także z krytyki instytucjonalizmu, a także systemu podatkowego i odpowiedzialnych za niego instytucji. W wywiadzie dla Tygodnika Powszechnego twierdził np. że Jezus nie był ubogi, ale żył dostatnio, wbrew ogólnemu mniemaniu, co spotkało się z polemiką Wojciecha Bonowicza.
16 listopada 2012 prowincjał zakonu jezuitów, Wojciech Ziółek zawiadomił o jego suspensie, wskutek czego nie może on podejmować czynności kapłańskich. Jako przyczynę podano nieposłuszeństwo względem przełożonych (nielegalne przebywanie poza domem zakonnym oraz unikanie kontaktu z przełożonymi). Nieoficjalnie pojawiła się informacja, że sytuacja ta nie ma związku z treściami nauczania o. Fabiana Błaszkiewicza.
Na początku 2013 zaczął prowadzić cykl seminariów Synergia mocy poświęcony rozwojowi biznesowemu i osiąganiu sukcesów w życiu osobistym ze szczególnym uwzględnieniem aspektu podejmowania decyzji oraz odpowiedzialności za nie. Kładł w nich nacisk również na uniwersalizm dotyczący osiągania sukcesów i twierdzi, że szczęście można mieć albo pod każdym względem, albo w ogóle.
19 listopada 2013 o. Błaszkiewicz odebrał wystosowany przez prowincjała dekret dymisji, w świetle którego przestał być zakonnikiem Towarzystwa Jezusowego, tracąc równocześnie, zgodnie z prawem kanonicznym, jakąkolwiek możliwość sprawowania sakramentów do czasu inkardynacji do którejś diecezji lub instytutu zakonnego. Zakonnik przyjął decyzję prowincjała, argumentując, iż "nie jest to jego decyzja", lecz jest to konsekwencja "pewnej historii wewnątrz zakonu".

### Działalność po nałożeniu kary suspensy i wydaleniu z zakonu jezuitów
W marcu 2016 rozpoczął w serwisie YouTube działalność kanału Tajemny Plan, który sam określa mianem "studium Biblii jako jedynego, prawdziwego Słowa Bożego, czyli najwyższego i nieomylnego autorytetu w sprawach chrześcijańskiej wiary i życia". Uważa, że w rozważaniu słowa Bożego należy odrzucić silnie zdogmatyzowaną Tradycję narzuconą przez Kościół katolicki i bardziej skupić się na osobistym rozważaniu Biblii w prawdziwej wolności.
Ostatecznie przyjął ponownie chrzest w tradycji ewangelicznej przez zanurzenie w wodzie oraz rozpoczął działalność jako – jak sam to określił – chrześcijanin-fundamentalista biblijny. Uważa tak samo jak większość ewangelicznych chrześcijan, że chrzest powinien być przyjmowany przez człowieka w sposób świadomy i dobrowolny w myśl słów: "Kto uwierzy i przyjmie chrzest, będzie zbawiony; a kto nie uwierzy, będzie potępiony" (Mk 16, 16).
Współpracuje ze wspólnotami protestanckimi, chociaż nie przynależy do żadnej z nich. Pełni posługę głosiciela słowa Bożego na różnych spotkaniach modlitewnych i konferencjach, głównie w środowisku krakowskich bezdenominacyjnych kościołów domowych. W ramach swojej działalności podróżuje do wielu miejsc w Polsce i poza granicami kraju. Wielokrotnie krytycznie wypowiada się na temat masowej religijności Polaków zarówno wyznania rzymskokatolickiego jak i denominacji protestanckich, która jego zdaniem jest płytka, niepogłębiona, i nazbyt zrytualizowana. Bardzo ostro mówi też o strukturze hierarchicznej Kościoła oraz o relacjach panujących wśród duchowieństwa katolickiego.

## Publikacje
Audiobooki:
- 2009: Źródło prawdziwej siły
- 2010: W imię Jezusa możesz wszystko
- 2011: Jestem legendą
- 2011: Błogosławiony bogacz
- 2012: Jestem legendą II – Ty jesteś zmianą
- 2012: Pociąg wniebowzięty
- 2012: Słońce twojego sekretu
- 2012: Snajper uwodziciel
- 2012: Jestem legendą III – Obudź w sobie przywódcę
- 2013: Wreszcie się sobie podobam
- 2013: Tożsamość snajpera
- 2013: Synergia Mocy: Prawdziwe mechanizmy osobistego sukcesu
- 2013: Synergia Mocy 2: Okna iluzji
- 2014: Synergia Mocy 3: Od lęku do pełni życia
- 2014: Strategie Beethovena
- 2016: Tajemny Plan[10]

Książki: 
- 2010: Przyczajony Chrystus, ukryty Bóg
- 2010: Cztery Rozmowy.
- 2021: W co wierzą biblijni chrześcijanie?[17]